# Atsushi Katagiri
Atsushi Katagiri (japanisch 片桐 淳至 Katagiri Atsushi; * 1. August 1983 in der Präfektur Gifu) ist ein ehemaliger japanischer Fußballspieler.

## Karriere
Katagiri erlernte das Fußballspielen in der Schulmannschaft der Gifu Technical High School. Seinen ersten Vertrag unterschrieb er 2002 bei den Nagoya Grampus Eight. Der Verein spielte in der höchsten Liga des Landes, der J1 League. Für den Verein absolvierte er fünf Erstligaspiele. 2004 wurde er an den Rosario Central und Quilmes AC ausgeliehen. 2005 kehrte er zu Nagoya Grampus Eight zurück. Danach spielte er bei den FC Horikoshi und FC Gifu. 2009 wechselte er zum Zweitligisten Ventforet Kofu. 2010 wurde er mit dem Verein Vizemeister der J2 League und stieg in die J1 League auf. Am Ende der Saison 2011 stieg der Verein in die J2 League ab. Danach spielte er bei den MIO Biwako Shiga. Ende 2013 beendete er seine Karriere als Fußballspieler.